# Space opera (boek)
Space opera of De wonderlijke reis van de Phoebus (Engels: Space Opera) is een sciencefictionroman uit 1965 van de Amerikaanse schrijver Jack Vance. Deze alleenstaande roman werd oorspronkelijk gepubliceerd door Pyramid Books in februari 1965 en voor de eerste maal vertaald in het Nederlands door Scala in 1976. In september 1989 werd de roman door Meulenhoff in de reeks M=SF gepubliceerd onder de titel "De wonderlijke reis van de Phoebus".

## Verhaal
Een buitenaards muzikaal gezelschap "De negende company" van de planeet Rlaru brengt muzikaal amusement op aarde. Dame Isabel Grayce sponsort de groep die op een dag spoorloos verdwijnt. Om te trachten haar geld te recupereren, stelt ze zelf een operagezelschap samen dat op tournee gaat in de ruimte langs verschillende planeten met einddoel Rlaru. 